# Kaschmir-Brandkraut
Das Kaschmir-Brandkraut (Phlomis cashmeriana) ist eine Pflanzenart aus der Gattung der Brandkräuter (Phlomis) in der Familie der Lippenblütler (Lamiaceae).

## Merkmale
Das Kaschmir-Brandkraut ist eine ausdauernde krautige Pflanze, die Wurzelknollen ausbildet und Wuchshöhen von 60 bis 150 Zentimeter erreicht. Die Spreite der unteren Blätter ist länglich-eiförmig bis dreieckig, am Grund sind sie herz- oder pfeilförmig. Die Oberlippe der Krone ist mehr oder weniger gerade. Die Teilfrüchte sind an der Spitze behaart.
Die Blütezeit reicht von Mai bis Juli.

## Vorkommen
Die Art kommt in Turkmenien, Afghanistan, Pakistan und Kaschmir auf offenen Hängen in Höhenlagen von 1300 bis 2950 Meter vor.

## Nutzung
Das Kaschmir-Brandkraut wird selten als Zierpflanze für Steingärten genutzt. Die Art ist mindestens seit 1842 in Kultur.